# Бон-Деспашу (микрорегион)

Бон-Деспашу на карте.

Бон-Деспашу (порт. Microrregião de Bom Despacho) — микрорегион в Бразилии, входит в штат Минас-Жерайс. Составная часть мезорегиона Центр штата Минас-Жерайс. Население составляет 165 172 человека (на 2010 год). Площадь — 7495,258 км². Плотность населения — 22,04 чел./км².

## Демография
Согласно сведениям, собранным в ходе переписи 2010 г. Национальным институтом географии и статистики (IBGE), население микрорегиона составляет:						
| Полное население                             | Полное население                             | Полное население                             | Полное население                             | 165 172 |
| -------------------------------------------- | -------------------------------------------- | -------------------------------------------- | -------------------------------------------- | ------- |
| в том числе:                                 | Городское население                          | 150 858                                      | Процент городского населения, %              | 91,33   |
|                                              | Сельское население                           | 14 314                                       | Процент сельского населения, %               | 8,67    |
|                                              | Мужское население                            | 82 378                                       | Процент мужского населения, %                | 49,87   |
|                                              | Женское население                            | 82 794                                       | Процент женского населения, %                | 50,13   |
| Плотность населения, чел/км²                 | Плотность населения, чел/км²                 | Плотность населения, чел/км²                 | Плотность населения, чел/км²                 | 22,04   |
| Население микрорегиона в % к населению штата | Население микрорегиона в % к населению штата | Население микрорегиона в % к населению штата | Население микрорегиона в % к населению штата | 0,84    |

## Статистика
- Валовой внутренний продукт на 2003 год составляет 915 199 777,00 реалов (данные: Бразильский институт географии и статистики).
- Валовой внутренний продукт на душу населения на 2003 год составляет 5922,64 реала (данные: Бразильский институт географии и статистики).
- Индекс развития человеческого потенциала на 2000 год составляет 0,772 (данные: Программа развития ООН).

## Состав микрорегиона
В составе микрорегиона включены следующие муниципалитеты:
1. Араужус
2. Бон-Деспашу
3. Дорис-ду-Индая
4. Эстрела-ду-Индая
5. Жапараиба
6. Лагоа-да-Прата
7. Леандру-Феррейра
8. Лус
9. Мартинью-Кампус
10. Моэма
11. Куартел-Жерал
12. Серра-да-Саудади